# Live for Speed
Live for Speed (LFS) er et online racing simulator udviklet af en lille gruppe, bestående af Scawen Roberts, Eric Bailey, og Victor van Vlaardingen. Formålet med spillet er at skabe en realistisk online multiplayer racingsimulator. For at opnå dette har teamet bag lavet nogle af verdens mest realistiske og ekstreme modeller indenfor genren, eksempelvis kan dæk-fysikken nævnes som noget der er ekstremt avanceret. Man kan mærke forskel på dæktemperatur (grip) hvis dækkene er for kolde eller for varme. Ligesom dæk kan punktere, eller blive skadet ved ekstrem kørsel, eksempelvis hvis man rammer skarpe kanter på curbs eller lignende. Dette kan multipliceres med den faktor at man selv kan styre hvor meget dæktryk man ønsker at køre med, camber vinkler, toe vinkler, samt ofte flere forskellige dæktyper der opfører sig optimalt ved forskellige temperaturer. 

## Spillet
Selvom det klart er online den store oplevelse ligger, er der dog også mulighed for single player racing, hvor man kan køre mod computerstyrede biler. Denne del er dog ikke færdigudviklet og der er således ikke nogen "campaign" eller noget mål med single player delen. Man kan også prøve at sætte omgangsrekorder (hotlapping) og her uploades automatisk de bedste tider til LFS serveren. Man kan også tage diverse køretræning.

## Opsætning
Biler kan opsættes på et hav af muligheder, og her kan man ændre på bilens opsætning. Det gælder især undervognsopsætning, samt opsætning af gearudvekslinger. På flere biler kan man vælge flere typer af differentialeopsætninger, og udveksling på dette. På GTR og Formel biler kan man også justere downforce. 

## LFS Online
Der er enorm fokus på online delen, og hver gang der køres et løb online uploades og gemmes spillerens placering i det pågældende løb, samt omgangstider. Der er også mulighed for at se en masse forskellige statistikker, lige fra oftest kørt bil, til mest kørte bane. Der er også et meget stort online community omkring spillet, ligesom der arrangeres meget store internationale elemineringsløb, samt en masse nationale mesterskaber, og et årligt tilbagevendende VM.  
Simulatoren er ikke færdigudviklet som sådan og har fra starten været tænkt som en tre-trins raket, hvor S1 var første trin. S2 som er den nuværende version har fået væsentlige grafiske og køretekniske forbedringer og bliver ligesom S1 løbende opdateret med nye patches. Målet for LFS er at dække alle former for bilsport simulation. S3 bliver foreløbig den sidste "test" version af spillet før der med stor sandsynlighed vil komme en Final version.

## Biler
Da Live For Speed ikke ejer rettigheder til at genskabe virkelige biler, er bilerne i spillet fiktive, men trækker inspiration fra virkelige biler som eksempelvis Toyota Supra, og Mitsubishi Starion. Trods visse ligheder har LFS teamet gjort meget ud af at ændre bilen så den ikke minder om det den ligner. Eksempelvis er RB4 meget identisk med en Toyota Supra udseendemæssigt, men har i LFS fået 4 hjulstræk. Ligesom FZ50 som minder meget om en Nissan 350Z har en stor 6 cylindret boxermotor monteret bag bagakslen som en Porsche 911.
Forkortelserne, der benyttes betyder følgende:
- FWD – Forhjulstræk
- RWD – Baghjjulstræk
- AWD – Firhjulstræk

### S1
| S1 biler    |             |              |          |                       |                 |                   |
| Model       | Forkortelse | Layout       | Hjultræk | Motor                 | Kraft           | Vægt              |
| XF GTI      | XFG         | FF hatchback | FWD      | 1.3 L inline-4        | 115 hp (86 kW)  | 2073 lb (940 kg)  |
| XR GT       | XRG         | FR coupe     | RWD      | 1.8 L inline-4        | 140 hp (104 kW) | 2536 lb (1150 kg) |
| XR GT Turbo | XRT         | FR coupe     | RWD      | 2.0 L turbo inline-4  | 247 hp (184 kW) | 2695 lb (1223 kg) |
| RB4 GT      | RB4         | 4WD coupe    | AWD      | 2.0 L turbo inline-4  | 243 hp (181 kW) | 2707 lb (1228 kg) |
| FXO Turbo   | FXO         | FF coupe     | FWD      | 1.9 L turbo flat-4    | 234 hp (175 kW) | 2512 lb (1140 kg) |
| LX4         | LX4         | FR roadster  | RWD      | 1.3 L inline-4        | 140 hp (105 kW) | 1101 lb (499 kg)  |
| LX6         | LX6         | FR roadster  | RWD      | 1.8 L inline-6        | 190 hp (142 kW) | 1188 lb (539 kg)  |
| MRT5        | MRT         | MR kart      | RWD      | 600 cc turbo inline-4 | 64 hp (48 kW)   | 486 lb (221 kg)   |

- XF GTI (XFG) – Forhjulstrukket hatchback /GTI, i stil med Europæiske hatchbacks så som Peugeot 106 og Fiat Punto
- XR GT (XRG) – Baghjulstrukket, frontmotor coupe, i stil med Porsche 944, Mazda RX-7 FC, eller Mitsubishi Starion
- XR GT Turbo (XRT) – XR GT med øget kraft i form af turboladet motor, og der er ændret lidt karosserimæssigt også (bredere skærme, spoilere).
- RB4 GT (RB4) – 4-hjulstrukket, frontmotor coupe, i stil med Toyota Supra, Nissan Silvia
- FXO Turbo (FXO) – Forhjulstrukket, frontmotor coupe, i stil med Opel Astra Coupe, Honda Civic Coupe
- LX4 – Frontmotor baghjulstrukket letvægts roadster, mage til Lotus Seven eller Caterham
- LX6 – Tungere, mere kraftfuld version af LX4
- MRT5 (MRT) – Lille åben "cart" som er lidt større end en Gokart, baseret på den rigtige MRT5 der blev bygget af McGill Racing Team til konkurrence i Formula SAE championship

### S2
| S2 biler   |             |                |          |                      |                 |         |
| Model      | Forkortelse | Layout         | Hjultræk | Motor                | Kraft           | Vægt    |
| UF 1000    | UF1         | FR hatchback   | FWD      | 1.0 L inline-4       | 55 hk (41 kW)   | 600 kg  |
| Raceabout  | RAC         | MR convertible | RWD      | 2.0 L turbo inline-4 | 245 hk (183 kW) | 800 kg  |
| FZ50       | FZ5         | RR coupe       | RWD      | 3.6 L flat-6         | 360 hk (269 kW) | 1380 kg |
| XF GTR     | XFR         | FF race car    | FWD      | 2.0 L inline-4       | 230 hk (172 kW) | 840 kg  |
| UF GTR     | UFR         | FF race car    | FWD      | 1.4 L inline-4       | 180 hk (134 kW) | 600 kg  |
| Formula XR | FOX         | MR formula     | RWD      | 2.0 L inline-4       | 190 hk (142 kW) | 490 kg  |
| Formula V8 | FO8         | MR formula     | RWD      | 3.0 L V8             | 450 hk (335 kW) | 600 kg  |
| BMW Sauber | BF1         | MR formula     | RWD      | 2.4 L V8             | 720 hk (537 kW) | 530 kg  |
| FXO GTR    | FXR         | FR race car    | AWD      | 2.0 L turbo flat-4   | 490 hk (365 kW) | 1120 kg |
| XR GTR     | XRR         | FR race car    | RWD      | 2.0 L turbo inline-4 | 490 hk (365 kW) | 1100 kg |
| FZ50 GTR   | FZR         | RR race car    | RWD      | 3.6 L flat-6         | 490 hk (365 kW) | 1100 kg |

- UF 1000 (UF1) – Lille forhjulstrukket bil, i stil med / magen til Morris Mini
- Raceabout (RAC) – Baghjulstrukket, centermotor, åben top, sportsvogn, baseret på den rigtige Raceabout bygget af finske universitetsstuderende. Minder også om Opel Speedster.
- FZ50 (FZ5) – Baghjulstrukket, hækmotor sportscoupé, i stil med Porsche 911, Nissan 350Z.
- XF GTR (XFR) – GTR version af XF GTI. I stil med DTC racerbiler.
- UF GTR (UFR) – GTR/Racer version af UF 1000
- Formula XR (FOX) – Lille åben racerbil, i stil med Formula Renault
- Formula V8 (FO8) – Åben formelracer, i stil med Formel 3000 eller Indy biler.
- BMW Sauber (BF1) – En tro kopi af den rigtige BMW Sauber Formel 1 bil. Leveret af BMW og Intel i fællesskab.
- FXO GTR (FXR) – 4-hjulstrukket GTR version af FXO Turbo i stil med GT2 biler.
- XR GTR (XRR) – GTR version af XR GT Turbo  i stil med GT2 biler.
- FZ50 GTR (FZR) – GTR version af FZ50, i stil med GT2 biler.

| computerspil | Spire Denne computerspilsrelaterede artikel er en spire som bør udbygges. Du er velkommen til at hjælpe Wikipedia ved at udvide den. |